# Mitchell Anderson
Mitchell Ogren Anderson (ur. 21 sierpnia 1961 w Jamestown) – amerykański aktor filmowy, telewizyjny i sceniczny.
Mieszka w Atlancie razem ze swoim wieloletnim partnerem, Richiem Arpino. Jest właścicielem restauracji o nazwie MetroFresh.

## Wybrana filmografia
- 1985: Dni naszego życia (Days of Our Lives, serial TV)
- 1986: Kosmiczny obóz (SpaceCamp)
- 1987: Szczęki 4: Zemsta (Jaws: The Revenge)
- 1989: The Karen Carpenter Story (1989)
- 1989–1993: Doogie Howser, lekarz medycyny (Doogie Howser, M.D., serial TV)
- 1994–2000: Ich pięcioro (Party of Five, serial TV)
- 1999–2001: Asy z klasy (Popular, serial TV)
- 2000: Gdyby ściany mogły mówić 2 (If These Walls Could Talk 2)